# Theodor Gerding
Theodor Friedrich Ernst Gerding (* 15. November 1820 in Winsen (Aller); † nach 1874) war ein deutscher Naturwissenschaftler und Lehrer.

## Leben
Ein naher Verwandter war nach Argentinien ausgewandert. Theodor Gerding war in Göttingen Schüler von Friedrich Wöhler und Johann Benedict Listing.
1848 war er Apotheker in Körner (Thüringen). Er wurde Lehrer der Naturwissenschaften in Jena und Altena in Westphalen. Seit 1858 war er Direktor und Dozent für Naturwissenschaften und Technologie an dem von ihm gegründeten Technikum in Göttingen (gegründet 30. April 1860), das die Ausbildung von Technikern für chemische Fabriken bezweckte.
Er untersuchte den Kino-Gerbstoff und stellte Physodin dar. Er verfasste Schulbücher, populärwissenschaftliche Schriften und einige chemisch-technische Werke. Dabei stand er mit Friedrich Carl Adolf Stohmann und 1854–1867 mit Liebig in Verbindung.
Seit 1874 fehlt von ihm jede Spur. Da die alten Kirchenbücher und Akten in Winsen verbrannt sind, konnte bisher auch sein Todesdatum nicht ermittelt werden.

## Veröffentlichungen
- Das Centrifugalgebläse in seiner Anwendung zum Glasblasen; Jena, 1851
- mit Robert Galloway (* 1822 in Cartmel): Robert Galloway's Vorschule der qualitativen chemischen Analyse: für den ersten Unterricht auf Schulen und Universitäten, sowie insbesondere zum Privatgebrauche; 1853
- Vorschule der qualitativen chemischen Analyse für den ersten Unterricht auf Schulen und Universitäten; 1853
- mit William Gregory (1803–1858): Handbuch der organischen Chemie; 1854
- Die Steinkohlengasbeleuchtung
- Beitrage zur Kenntnis der Flechten; Im: Archiv der Pharmacie; Band 87 (1856); S. 1–9
- Analysen vom Hochofen zur Teichhütte bei Gittelde am Harz; 1857
- Rundschau in der Natur für Gebildete aller Stände und höhere Lehranstalten; 1858
- Illustrirte Volks-Chemie für Hausfrauen und Gewerbsleute: Allgemein verständlich und meist durch Recepte dargestellt; Meidinger, 1860
- Nichtmetalle und Leichtmetalle; 1860
- Schwere Metalle; 1861
- Programm für das Technikum zu Göttingen; 1862
- Sieben Bücher der Naturwissenschaft; 1862
- Organische Verbindungen; 1864
- Compendium der Technologie; Leipzig 1864
- Die Gewerbe-Chemie oder die Chemie in ihrer Beziehung zur allgemeinen Kunst und Gewerbethätigkeit; Göttingen, 1864
- Geschichte der Chemie; Leipzig 1867
- Schule der Physik für Lehranstalten und zum Privatgebrauch
- Der Lebensprocess und die Ernährung der Pflanzen, insbesondere die der nutzbaren Getreidearten; 1870
- Die Werkstätte der Natur; Münster, Aschendorff, 1871
- Über flüssige und feste Leuchtstoffe; 1871
- Die natürlichen und künstlichen Düngemittel in ihrer Anwendung auf den Boden : Vortrag; Wurzen
- Ueber Branntwein-Fabrikation und ihren Einfluss auf die Entwickelung der Landwirthschaft : Vortrag; Wurzen, 1876
- Will. Gregory-Gerding's organische Chemie, oder kurzes Handbuch der organischen Chemie
- Die Eisenindustrie, oder, die Gewinnung des Eisens aus dessen Erzen; 1874
- Die allgemeinen Grundlehren des wissenschaftlich chemischen Lehrgebäudes mit besonderer Rücksicht auf Physik und Stöchiometrie oder die Theoreme der physikalischen, reinen und mathematischen Chemie; 1874
- Populäre Vorlesungen über Naturkräfte und deren Anwendung; 1874.

## Belege
1. ↑  J. C. Poggendorff: Biographisch-Literarisches Handwörterbuch zur Geschichte der exacten ... ; S. 36
2. ↑   Jost Weyer: Chemiegeschichtsschreibung von Wiegleb 1790 bis Partington 1970; S. 235
3. ↑  cementeriobritanico.org: The Strangers Club of Buenos Aires (Memento vom 7. Juli 2012 im Webarchiv archive.today)
4. ↑   Archiv der Pharmazie und Berichte der Deutschen ..., S. 127
5. ↑  Correspondenzblatt des naturhistorischen Vereins der preußischen Rheinlande und Westphalens. 1856. No. 4. In: Verhandlungen des Naturhistorischen Vereins der preussischen Rheinlande und Westfalens. 13. Jahrgang, S. 70 (eingeschränkte Vorschau in der Google-Buchsuche).
6. ↑   Polytechnische Centralhalle
7. ↑   Physodin (PDF; 372 kB)
8. ↑  CERL Thesaurus: Gerding, Theodor

| Personendaten    | Personendaten                                         |
| ---------------- | ----------------------------------------------------- |
| NAME             | Gerding, Theodor                                      |
| ALTERNATIVNAMEN  | Gerding, Theodor Friedrich Ernst (vollständiger Name) |
| KURZBESCHREIBUNG | deutscher Naturwissenschaftler                        |
| GEBURTSDATUM     | 15. November 1820                                     |
| GEBURTSORT       | Winsen (Aller)                                        |
| STERBEDATUM      | nach 1874                                             |